# Gilbert Ramanantoanina
Gilbert Ramanantoanina SJ (* 13. Dezember 1916 in Ambositra; † 25. Januar 1991 in Fianarantsoa) war ein madagassischer Ordensgeistlicher und römisch-katholischer Erzbischof von Fianarantsoa.

## Leben
Gilbert Ramanantoanina trat am 26. August 1937 der Ordensgemeinschaft der Jesuiten bei und absolvierte bis 1939 in Tananarive das Noviziat. Er studierte von 1939 bis 1945 Philosophie. Nachdem er von 1946 bis 1947 am Collège Saint Joseph in Fianarantsoa als Lehrer gewirkt hatte, folgte das Studium der Katholischen Theologie in Tananarive. Am 1. August 1948 empfing Ramanantoanina das Sakrament der Priesterweihe.
Von 1950 bis 1951 absolvierte Gilbert Ramanantoanina das Tertiat. Danach wurde er Direktor des Missionsdistrikts Talata Ampano. Ab 1952 war Ramanantoanina erneut als Lehrer am Collège Saint Joseph in Fianarantsoa tätig, bevor er 1953 Studienpräfekt und 1956 schließlich dessen Rektor wurde. Daneben legte er am 2. Februar 1954 die ewige Profess ab. Ferner war er Konsultor der Vize-Ordensprovinz.
Am 12. Januar 1960 ernannte ihn Papst Johannes XXIII. zum Titularbischof von Acmonia und zum Weihbischof in Fianarantsoa. Der Erzbischof von Fianarantsoa, Xavier Ferdinand Thoyer SJ, spendete ihm am 24. April desselben Jahres die Bischofsweihe; Mitkonsekratoren waren der Bischof von Farafangana, Camille-Antoine Chilouet CM, und der Bischof von Tamatave, Jules-Joseph Puset SMM.
Papst Johannes XXIII. bestellte ihn am 2. April 1962 zum Erzbischof von Fianarantsoa. Die Amtseinführung erfolgte am 11. Mai desselben Jahres.
Gilbert Ramanantoanina nahm an allen vier Sitzungsperioden des Zweiten Vatikanischen Konzils teil. Dabei nahm er unter anderem Stellung zum Schema über die Liturgie, aus dem die Konstitution Sacrosanctum Concilium entstand. Er war Mitglied der ersten ordentlichen Generalversammlung der Bischofssynode. Von 1966 bis 1971 war er zudem Vorsitzender der Madagassischen Bischofskonferenz.